# Хаслах-им-Кинцигталь
Хаслах-им-Кинцигталь (нем. Haslach im Kinzigtal) — город в Германии, в земле Баден-Вюртемберг.

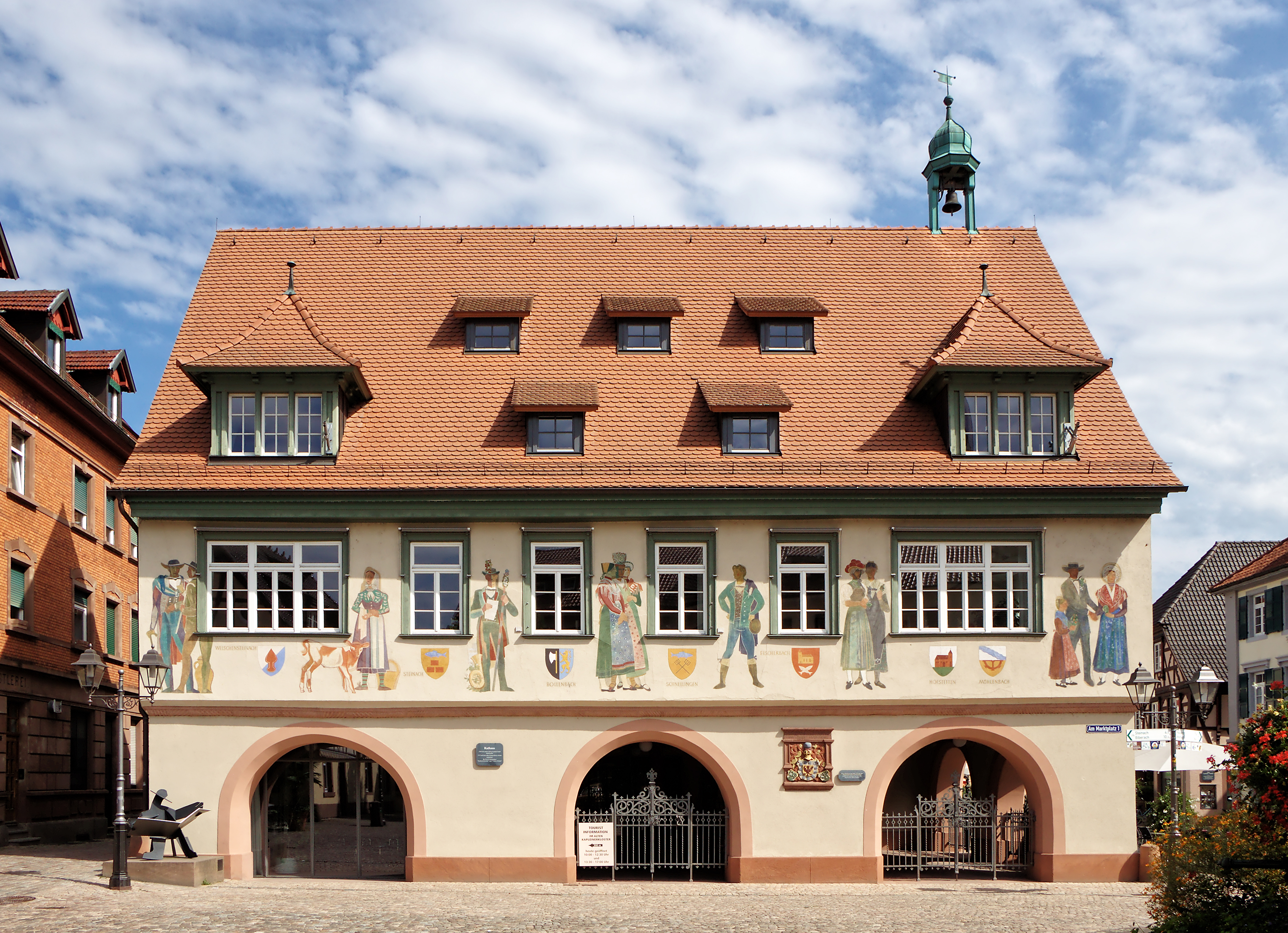
Ратуша

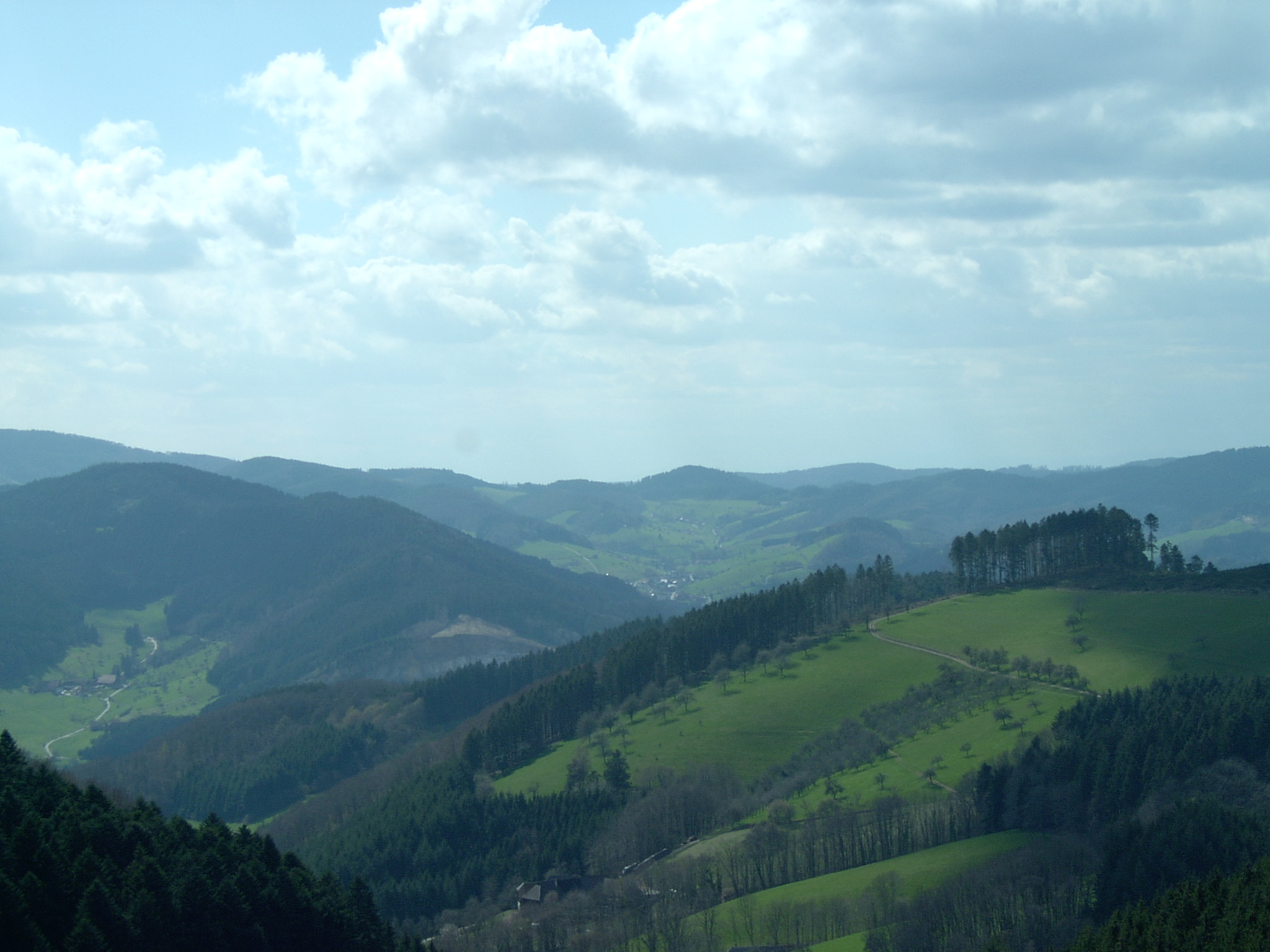
Горы Шварцвальд в окрестностях Хаслаха

Входит в состав района Ортенау, подчинённого административному округу Фрайбург. Является центром одноимённой общины. В городе находится объединённая управа общин Хаслах, Фишербах, Хофштеттен, Мюленбах, Штайнах.
Население составляет 6'909 человек (на 31 декабря 2014 года). Занимает площадь 18,71 км². Официальный код — 08 3 17 040.